# Rudolf Zvolánek
Rudolf Zvolánek (* 1964) je český lékař. V roce 2012 byl vyznamenán Medailí Za hrdinství.

## Život
V roce 1989 vystudoval Lékařskou fakultu University Jana Evangelisty Purkyně (dnes Masarykovy univerzity) v Brně, kde získal titul doktora všeobecného lékařství. Poté pracoval ve Fakultní nemocnici u sv. Anny, zpočátku na klinice anesteziologie a resuscitace, od roku 1995 na klinice plastické a estetické chirurgie, kde působil jako vrchní anesteziolog. V letech 1997–2007 byl primářem anesteziologicko-resuscitačního oddělení v nemocnici v Jeseníku. V roce 2007 se vrátil do Brna a začal jako lékař pracovat ve Zdravotnické záchranné službě Jihomoravského kraje, kde se stal rovněž náměstkem pro zdravotní péči, od roku 2010 působí i v letecké záchranné službě.
Při zásahu dne 9. března 2011 v Ivančicích zachránil život mladému muži, kterého vtáhl stroj mísícího zařízení na plasty malým otvorem do válce o průměru 1,5 metru. Rudolf Zvolánek vlezl dovnitř, kde musel muži amputovat levou ruku, která byla namotána na centrální hřídel, a poté jej vyprostit ze stroje ven. Muž byl vrtulníkem transportován do Fakultní nemocnice Brno, kde se následně ze zranění zotavil. Za tento zásah byl Zvolánek v roce 2012 vyznamenán Zlatým záchranářským křížem v kategorii Záchranářský čin profesionálů jednotlivců a dne 28. října 2012 obdržel od prezidenta Václava Klause Medaili Za hrdinství (za záchranu lidského života).
Působí také jako lékař v klubu HC Kometa Brno.
Je ženatý, s manželkou Dagmar má dcery Kateřinu a Barboru.